# Graubartfalke
Der Graubartfalke (Falco cenchroides) ist eine Vogelart aus der Familie der Falkenartigen (Falconidae). Er bewohnt Australien und einige vorgelagerte Inseln und kommt auch in einem eng begrenzten Gebiet auf Neuguinea vor. 

## Erscheinungsbild

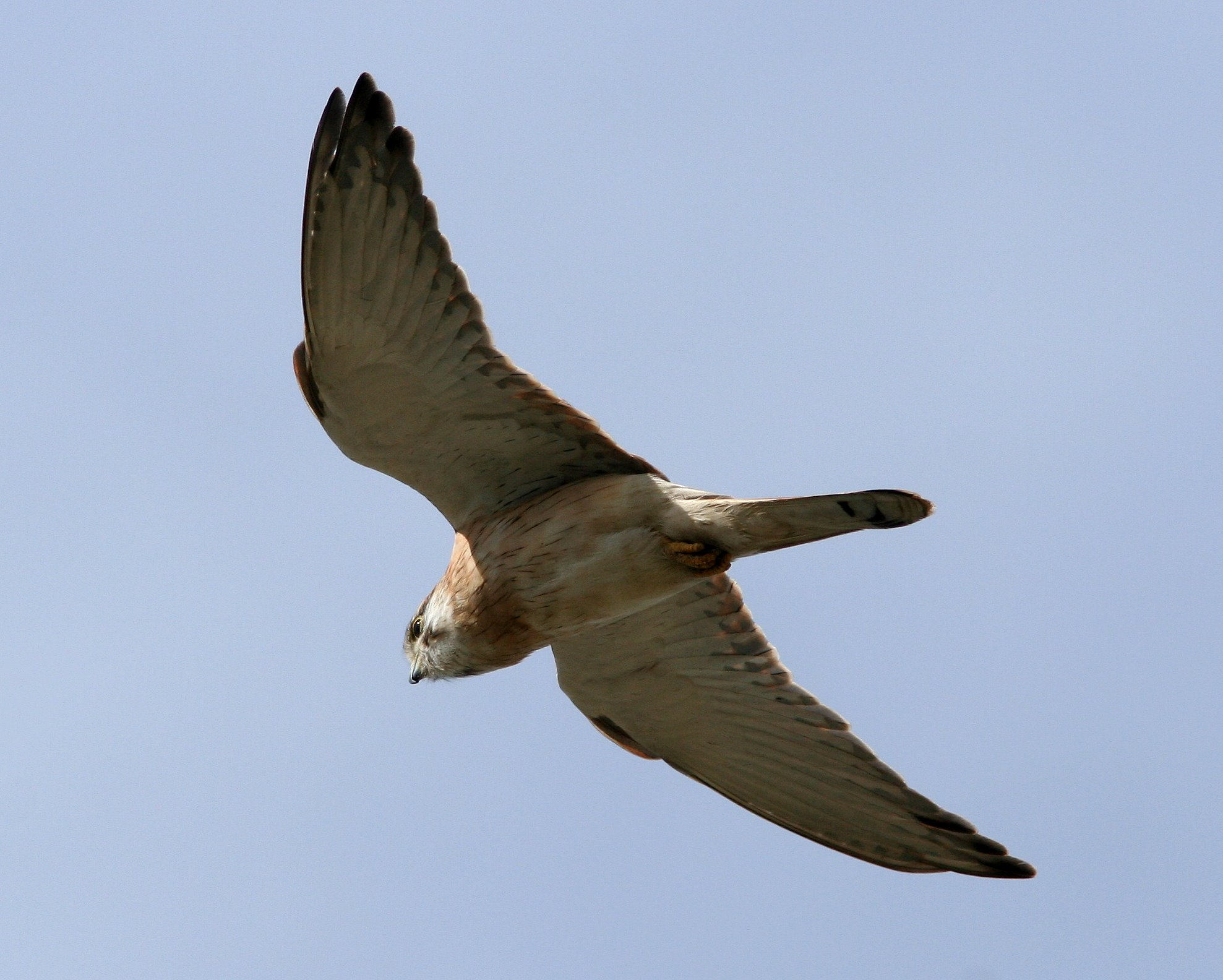
Weiblicher Graubartfalke im Flug

Der Graubartfalke ähnelt in Verhalten und Aussehen sehr dem in Mitteleuropa heimischen Turmfalken. Er ist mit einer Körperlänge von 28–35 cm und einer Flügelspannweite von 66–78 cm ebenso groß wie dieser. Weibchen sind etwas größer und schwerer als Männchen, Weibchen der Nominatform haben eine Flügellänge von 248–275 mm und wiegen zwischen 115 und 273 g, beim Männchen beträgt die Flügellänge 231–260 mm und das Gewicht zwischen 121 und 195 g.
Wie beim Turmfalken zeigen die Geschlechter einen deutlichen Dimorphismus hinsichtlich Färbung und Zeichnung. Beim Männchen sind der Rücken und die Oberflügeldecken fast einfarbig rotbraun und nur schwach schwärzlich gefleckt. Die Unterseite des Rumpfes und die Unterflügeldecken sind weiß, die Brust ist fein dunkel gestrichelt. Der Kopf ist oberseits und an den Seiten blassgrau und zeigt einen schmalen, schwarzen Bartstreif; der Schwanz ist ebenfalls blassgrau mit einer breiten, schwarzen Subterminalbinde und einer schmalen weißen Endbinde.
Beim Weibchen sind Kopf und Oberseite auf warmbraunen Grund intensiv schwarz gefleckt und gestrichelt, der ebenfalls braune Schwanz ist dicht dunkel quergebändert und zeigt am Ende ebenfalls eine schwarze Subterminalbinde und eine schmale weiße Endbinde. Unterseite des Rumpfes und die Unterflügeldecken sind weißlich bis blass rostfarben, die Brust ist meist etwas stärker gestrichelt als beim Männchen.
Bei beiden Geschlechtern sind die Schwingen an den Außenfahnen schwarzbraun, die Innenfahnen sind hell dunkel gebändert. Die Iris ist braun, Wachshaut und Beine sind gelb, die Krallen schwarz.

## Verbreitung und Lebensraum
Das Verbreitungsgebiet umfasst fast ganz Australien, die Art fehlt dort als Brutvogel nur im nördlichsten Queensland. Sie kommt außerdem isoliert in den Snow Mountains auf Neuguinea sowie auf einigen Inseln um Australien vor.
Der Graubartfalke bewohnt offene Landschaften aller Art von stark aufgelockerten Wäldern und Küstendünen bis zu landwirtschaftlich genutzten Flächen und städtischen Grünflächen und Brachen.

## Ernährung

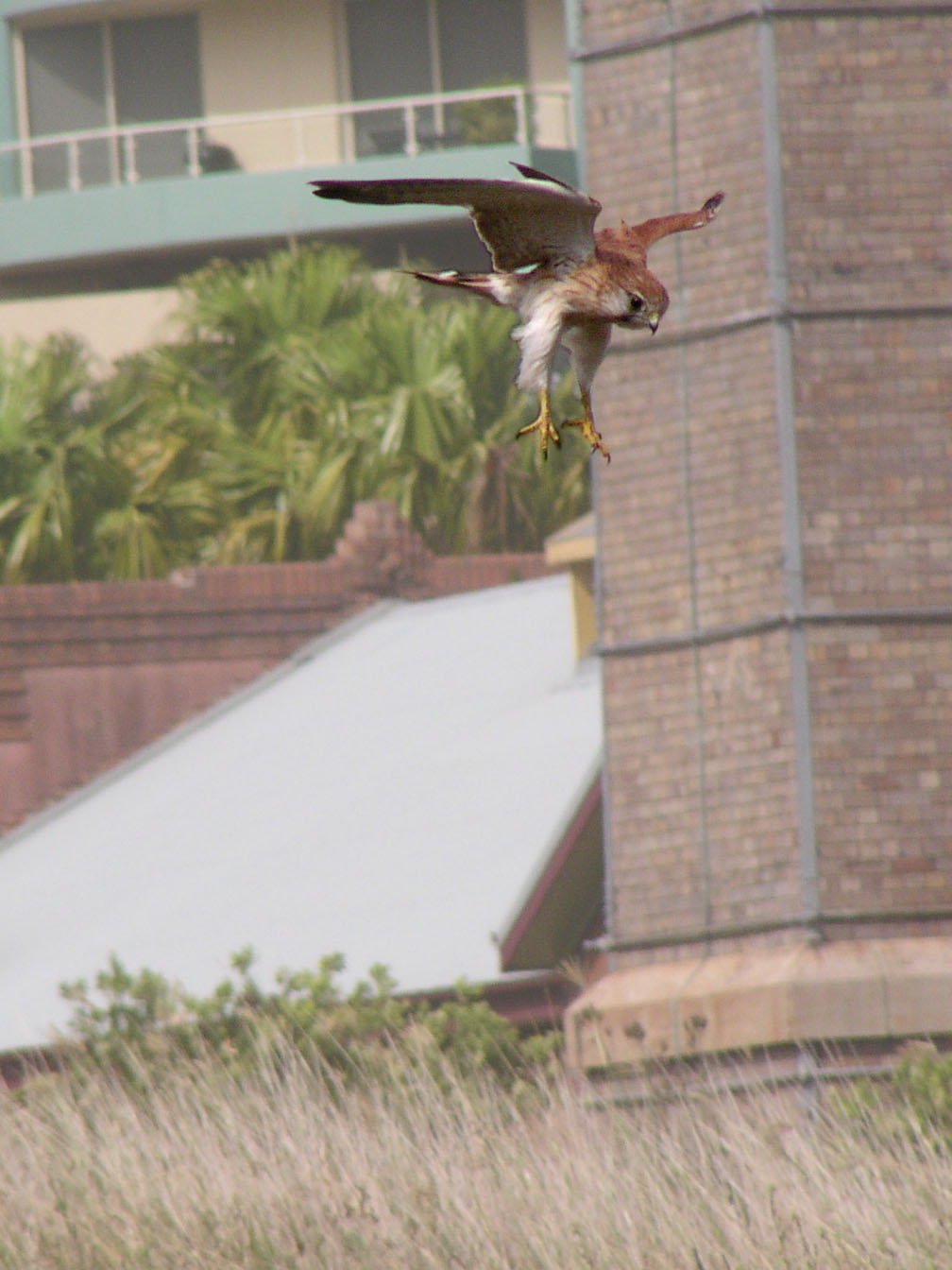
Jagender Graubartfalke (Weibchen)

Die Art nutzt ebenso wie der Turmfalke ein breites Spektrum kleiner Wirbeltiere und frisst außerdem häufig große Insekten und andere Wirbellose. Hauptnahrung sind kleine Vögel, vor allem die in Australien eingebürgerten Stare, Mäuse sowie kleine Eidechsen. Die Jagdweise entspricht der des Turmfalken; die Beute wird entweder vom Ansitz aus (z. B. auf einem toten Baum oder einem Telefonmast) oder aus einem etwa 30 m hohen Rüttelflug gesucht und dann im Sturzflug am Boden gefangen. Gelegentlich werden in der Luft Insekten erjagt oder fliegende Vögel erbeutet.

## Fortpflanzung
Zur Brut werden Baumhöhlen, Felsnischen oder -bänder, Gebäudenischen und verlassene Krähennester genutzt. Die Eiablage erfolgt im Süden Australiens im Frühjahr (September bis Dezember), im Norden in der Trockenzeit (Juli bis Februar). Das Gelege besteht aus ein bis sechs, meist aus drei bis fünf Eiern. Die Jungvögel schlüpfen nach 26 bis 29 Tagen und fliegen im Alter von 28 bis 35 Tagen aus. Etwa drei Wochen nach dem Ausfliegen verlassen die Jungvögel das elterliche Revier.

## Wanderungen
Wie viele australische Vögel ziehen auch Graubartfalken nicht regelmäßig und gerichtet, sondern wandern mehr oder weniger großräumig und ungerichtet auf dem gesamten Kontinent umher. Diese Wanderungen werden offenbar im Wesentlichen durch Änderungen des lokalen Nahrungsangebotes infolge von Trockenzeiten, starken Regenfällen, Beutetiergradationen und ähnlichem ausgelöst.

## Bestand und Gefährdung
Der Weltbestand wird grob auf 750.000 bis 1.000.000 Brutpaare geschätzt. Die Art hat sich als sehr anpassungsfähig erwiesen und hat von den durch Menschen verursachten Landschaftsveränderungen in Australien eher profitiert, die IUCN stuft sie daher als  (=least concern – nicht gefährdet) ein.